# Ciîjîkiv, Pustomîtî
Ciîjîkiv (în ucraineană Чижиків) este localitatea de reședință a comunei Ciîjîkiv din raionul Pustomîtî, regiunea Liov, Ucraina.

## Demografie
Componența lingvistică a localității Ciîjîkiv
     Ucraineană (99,56%)
     Alte limbi (0,44%)
Conform recensământului din 2001, majoritatea populației localității Ciîjîkiv era vorbitoare de ucraineană (99,56%), existând în minoritate și vorbitori de alte limbi.